# Фиш (река, впадает в Берингово море)
Фиш (англ. Fish River) — река на западе штата Аляска, США. Длина — 76 км. Площадь бассейна — 5200 км².
Берёт начало в районе горного хребта Банделебен на высоте 727 м над уровнем моря, течёт главным образом в южном направлении и впадает в залив Головнин, который является частью залива Нортон Берингова моря. Длина реки составляет 76 км. На восточном берегу реки Фиш расположен город Уайт-Маунтин.
На юге бассейн ограничивается заливом Головнин, на западе — бассейном реки Крузгамепа, на севере — горным хребтом. Принимает множество притоков, большинство из которых имеет сходную длину и примерно одинаковый расход воды с самой рекой Фиш. На северо-западе бассейн реки ограничен грядой холмов, высота которых достигает 910 м над уровнем моря. Впадая в залив Головнин в 56 км к востоку от населённого пункта Соломон река образует небольшую дельту, около 8-10 км шириной. Дельту пересекают 2 канала, которые чередуются с многочисленными лугами, прудами и болотами. Оба канала являются судоходными; западный канал — больше, подходит для курсирования небольших речных судов.
Бассейн реки характеризуется богатыми месторождениями золота. Наибольшими богатствами обладает бассейн реки Ниуклук (самый длинный приток реки Фиш), где добывается больше золота, чем во всём близлежащем регионе.
Традиционное инуитское название реки в 1838 году было записано Александром Филипповичем Кашеваровым как Икалихвик, что означает «рыба» или «рыбное место».